# بيتر بوكس
بيتر بوكس (بالإنجليزية: Peter Box)‏ هو لاعب كرة قاعدة أسترالي، ولد في 22 مارس 1932، وتوفي في 15 أغسطس 2018.

## وصلات خارجية
- بيتر بوكس على موقع AustralianFootball.com (الإنجليزية)
- بيتر بوكس على موقع AFLtables.com (الإنجليزية)
- بيتر بوكس على موقع أوليمبيديا (الإنجليزية)